# Rocco Beneventano
Rocco Beneventano, chiamato anche Beneventani (Sasso di Castalda, 21 maggio 1777 – Napoli, 21 luglio 1852), è stato un giurista e politico italiano.

## Biografia
Trasferitosi a Napoli in giovane età, studiò diritto ed economia ed ebbe modo di conoscere intellettuali del tempo come Mario Pagano, Francesco Conforti e Domenico Cirillo. Con l'instaurazione della Repubblica Napoletana, Beneventano fu nominato ufficiale dei militi e, caduta la repubblica, andò in esilio, rientrando a Napoli con la venuta delle truppe napoleoniche. Nel novembre 1806, Giuseppe Bonaparte gli affidò l'incarico di segretario generale dei Demani e di capo divisione presso il ministero di Grazia e Giustizia
Nel 1809, il nuovo re Gioacchino Murat lo spostò al ministero dell'Interno, collaborando con Giuseppe Zurlo, con il quale ebbe un rapporto di stima. Nel 1810, Beneventano seguì Murat nel tentativo fallimentare di sottrarre la Sicilia agli esuli Borbone ed, in seguito, ebbe dal monarca numerose cariche importanti come grande referendario dei Consiglio di Stato e presidente della Commissione per la riforma dell'amministrazione dei dipartimenti dell'Ombrone, Reno, Rubicone, Metauro e Musone. Nel 1814 fu intendente di Teramo, per acquietare i moti sobillati dai carbonari e dalla propaganda borbonica.
Con la seconda restaurazione borbonica e la cancellazione degli istituti napoleonici, Beneventani difese l'eversione della feudalità varata da Bonaparte. Nel 1817 sposò Silvia Albanese, figlia di Giuseppe, uno dei repubblicani giacobini condannati a morte nel 1799, e da lei ebbe cinque figli, uno di loro, Valerio, sarà deputato del Regno d'Italia. Dopo alcuni incarichi politici sotto il re Francesco I, Beneventano, disgustato dalla politica sia reazionaria che liberale, si autodimise e non chiese alcuna pensione.
Nel 1831, il nuovo re Ferdinando II chiamò i più abili funzionari, anche murattiani, per inaugurare un'era riformista e tra questi scelse anche Beneventano. Dopo aver rifiutato l'intendenza di una provincia; accettò l'incarico, senza retribuzione, di membro della Commissione per l'ordinamento amministrativo di Napoli e, nel 1847, di consultore di Stato. Il 13 maggio 1848, il primo ministro Carlo Troya gli conferì la nomina di "Pari del Regno", ma Beneventano rinunciò in segno di protesta contro la repressione dei liberali, che manifestarono contro il ritiro della Costituzione varata nello stesso anno. D'altro canto, egli fu sempre scettico riguardo ad un'adesione dei Borbone a qualsiasi disegno costituzionale. Morì a Napoli nel 1852.